# Бриежуциемс
Бриежуциемс (латыш. Briežuciems; ранее Грушлева, Грушлява, латыш. Grūšļeva (Gryušļova)) — село в Балвском крае в Латвии, центр Бриежуциемской волости.

## Население
Численность населения по оценке на 2012 год составляет 102 человека.

## История
До 1920 года село входило в Балтинавскую волость Люцинского уезда Витебской губернии России, с 1920 года — в составе признанной Россией Латвии, в рамках Балтинавской волости Лудзенского уезда, в 1925 — 1945 годах — Яунлатгальского (Абренского) уезда Латвии, с 1945 года — центр Квашневского (c 1960 года Бриежуциемского) сельсовета, который входил в 1945 — 1949 гг. в Вилякский уезд, в 1949 — 1959 гг. в Абренский район, в 1959 — 1962 гг. частично в Карсавский район и с 1962 до 2009 гг. в Балвский район. С 1990 года волостной центр. В советское время в селе располагался совхоз «Бриежуциемс».
До 1990-х годов село называлось Грушлева или Грушлява, с 1990 года — Бриежуциемс.